# 識
識，佛教術語，指人的意識、心智、生命力、理智、分別能力，為五蘊、六入、十二處、十八界之一。在早期佛經，經常與心（Citta）、意（Manas）混用，意義接近，但因為用法不同，實際的內涵又有所不同。其主要是用來作為指區別對象的認知能力。

## 音義
在梵文，識（विज्ञान）來自於動詞字根ज्ञा（意為知道、知識等），加上詞頭vi-（朝向、區別、分別），以及詞尾ana，形成這個單字。字面意思為區別、理解、聰明的動作，通常指辨別、理解後出現的認知作用。
其與智（ज्ञान）、了別、表示、令知等，來自相同字根。

## 概論
《雜阿含經》中，識與心、意經常一同出現，被當成同義詞。識的主要功能，在《雜阿含經》中，以「別知」作為識的外顯功能，在《增一阿含經》中為「識別是非、亦識諸味」。說一切有部阿毘達磨中，以「了」作為識的功能，最早見於《發智論》，自《品類論》等始，定義諸識依諸根了別諸境界。
識是十二緣起之一，無明緣行、行緣識，緣識生名色，識與名色共俱。識是五蘊中識蘊所攝，即為六六法中的六識身，為十二處中的意處，十八界中的七心界或六識界。識是無我的、無常的、苦的。識是六界聚中識界，識「能招未來有、令相續生」故列為四食之一。
《中阿含經》記載了關於沙低比丘宣稱識神常住不變且不斷流轉一事的故事，沙低比丘所提出的這個説法被釋尊瞿曇嚴厲批駁，釋尊聲稱識藴是因緣而生的，故此不是獨立自存的，而且當父母交合時，香陰才會現起，之後入胎並成為胎神，從而形成普羅，這個過程不需要常住不變的識神參與。北傳佛教認為香陰是指中陰，它是亡者在投胎之前所擁有的中陰身，南傳佛教則認為香陰是指被業力驅使去投胎的命暖，儘管這兩個宗教有着不同的觀點，不過它們都認為香陰不是指永恆不變的離藴我，也否認神識等於靈魂，原因是佛教認可無我論。

## 部派學說
說一切有部解讀《大因緣經》的「識入母胎」論述，認為識在入胎時起「續生」作用。
迦多衍尼子引用了收錄在《法句經》中的「逆害於父母、王及二多聞」和「第六意為增上王」偈頌，僧伽提婆譯《八犍度論》中此「王」為「有漏心意識」，在玄奘譯《發智論》中此「王」為「有取識」。《雜阿含經》中的「城主」所喻「識取蘊」，在玄奘譯《發智論》中也是「有取識」。《雜阿含經》記載的「後有因」和「五種種子」所喻「取蘊俱識」，在《俱舍論》中稱為有取識，《瑜伽師地論》記有以「止觀雙行」斷滅「有取識」。

## 分類

### 六識
眼識、耳識、鼻識、舌識、身識、意識等六者，合稱六識。若單立意識，如稱為「意地」，則餘者稱五識。
六識是佛教各部派共同承認的學說，大乘佛教基本上也接受這個學說。其他學說大體上都是基於六識說進一步發展而成。

### 八識
瑜伽行唯識學派一部份論師立八識學說，在六識之上，加上末那識與阿賴耶識，合稱八識。漢傳佛教中，法相宗承襲了這個學說。
漢傳佛教中，地論宗相州南道派，依《十地經論》和《楞伽經》，立六識、阿陀那識和阿賴耶識，為八識。

### 九識
瑜伽行唯識學派另一部份論師立九識學說，在六識之上，加上阿陀那識、阿賴耶識與阿摩羅識，合稱九識。漢傳佛教中，攝論宗和地論宗相州北道派持九識學說。

### 十識
漢傳佛教文獻記載，有人在九識（六識、末那識、阿賴耶識、阿摩羅識）之外，加入一切一心識，稱為十識。

### 十一識
無著《攝大乘論》中提出十一識：
- 身識，即眼界等五內界；身者識；受者識；
- 彼所受識，又作應受識，即六外界；彼能受識，又作正受識，即六識界；
- 世識，數識，處識，又作器識；言說識；
- 自他差別識，又作自他異識；
- 善趣惡趣死生識。

十一識配比十八界，對身者、受者識的含義及其與意界的關係，世親和無性論師各有解釋。對十一識的專門解釋可參見題為真諦所譯從《無相論》中節譯出的《顯識論》等。

## 理論爭議

### 一意識論與六識別體論
佛教各部派共同都有六識的學說。眼識、耳識、鼻識、舌識、身識、意識等六者，各自以眼、耳、鼻、舌、身、意等六根為所依，對色、聲、香、味、觸、法等六境，產生見、聞、嗅、味、觸、知之了別作用，稱為十二處、十八界或六六法。六識之間的關連，長期存在爭議。許多佛教部派認為，六識是不同的個體。
但是一意識論者認為，六識只是假名，唯有一意識，對外分別扮演五識功能。瑜伽師認為，五識皆不能自類相續必從意識無間而生。瑜伽行派有人持類似見解。《成實論》中，一心論者曾提出「五門一猴」的譬喻，漢傳文獻中還記載有主張「一猴六窗俱現」或「一猴遊逸六窗」，顯示了一意識論者的立場。
其主要爭議點，在於五識是否有離意識之外的獨立自體。